# Gärdselskinn
Gärdselskinn (Gloeodontia subasperispora) är en svampart som först beskrevs av Viktor Litschauer, och fick sitt nu gällande namn av E. Larss. & K.H. Larss. 2003. Gärdselskinn ingår i släktet Gloeodontia och familjen Stereaceae.  Arten är reproducerande i Sverige. Inga underarter finns listade i Catalogue of Life.